# Fuzzy Vox
 (octobre 2020).
Fuzzy Vox est un groupe de garage rock, rock'n roll français formé à Joinville-le-Pont en 2011.[réf. nécessaire]

## Biographie
Le groupe enregistre son deuxième album No Landing Plan à Los Angeles au studio Dave's Room, le studio de David Bianco[source insuffisante]. L'album, produit par Andy Brohard et Ryan Castle, sort en février 2016 et est un succès critique (4 étoiles dans Rock&Folk, article dans Noisey).
Après que Jeremy Norris a rejoint le groupe, ils passent au Petit Journal de Canal+ en avril 2016, ouvrent pour Johnny Hallyday au stade de Sedan le 29 juin 2016.

## Discographie

### Albums
- 2014 : On Heat
- 2016 : No Landing Plan

### EP
- 2012 : Off The Beaten Track
- 2012 : Technicolor
- 2017 :  Ba-Da-Boom